# Península d'Azuero
La península d'Azuero (en espanyol Península de Azuero) és la península més gran de la República de Panamà i la més meridional de l'Amèrica Central. Situada al sud-oest del país, s'endinsa a l'oceà Pacífic entre el golf de Panamà a l'est i el de Montijo a l'oest.
Fou batejada en memòria de Vicente Azuero (1787-1844), advocat i polític liberal colombià del segle xix (aleshores el Panamà formava part de Colòmbia).

## Geografia
Fa uns 90 km de nord a sud i uns 100 km d'est a oest. El punt culminant és el mont Canajagua, de 935 m d'altitud. A la punta Mariato se situa la terra continental més meridional de l'Amèrica Central.
La part oriental de la península comprèn la totalitat de les províncies d'Herrera i Los Santos; la part occidental s'inclou dins la província de Veraguas. Les localitats principals es concentren al litoral, especialment a la costa oriental; en destaquen Chitré, Las Tablas i Pedasi.

## Bandera
És una de les regions de Panama que tenen bandera però no està pensada per la península sinó pel que fou l'antiga província d'Azuero, després dividida en les d'Herrera i Los Santos. Fou dissenyada per representar el sentiment regional azuerense el dia 8 d'abril de 1998 per Roberto Pérez-Franco, un jove universitari nascut a Chitré i resident a Los Santos. Es va presentar públicament el 14 d'octubre de 1998 i confeccionada per primer cop en tela el 24 d'octubre de 1998 sent beneïda el 15 de novembre de 1998 a Los Santos.